# Thủy Lôi Truân
 
Quẻ Thủy Lôi Truân

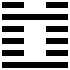
Đồ hình quẻ Thủy Lôi Truân

còn gọi là quẻ Truân (屯 chún) là quẻ số 03 trong Kinh Dịch.
- Nội quái là ☳ (|:: 震 zhẽn) Chấn = (雷) Sấm
- Ngoại quái là ☵ (:|: 坎 kản) Khảm = (水) Nước

Phục Hy ghi: Tự quái, hữu thiên địa, nhiên hậu vạn vật sinh yên, doanh thiên địa chi gian giả, duy vạn vật cổ thụ chi dã truân. Truân giả doanh dã, truân dã vật chi thỉ sanh dã.
Văn Vương viết thoán từ: Truân: Nguyên, hanh, lợi, trinh, vật dụng hữu du vãng, lợi kiến hầu (屯: 元, 亨, 利, 貞, 勿用有攸往, 利建侯).
Chu Công viết hào từ:

Sơ cửu: Bàn hoàn, lợi cự trinh, lợi kiến hầu.

Lục nhị: Truân như, chuyên như, thừa mã ban như, phỉ khấu hôn cấu, nữ tử trinh bất tự, thập niên nãi tự.

Lục tam: Tức lộc, vô ngu, duy nhập vu lâm trung, quân tử cơ, bất như xả, vãng lận.

Lục tứ: Thừa mã ban như, cầu hôn cấu, vãng cát, vô bất lợi.

Cửu ngũ: Truân kỳ cao, tiểu trinh cát, đại trinh hung.

Thượng lục: Thừa mã ban như, khấp huyết liên như.
Giải nghĩa: Nạn dã. Gian lao. Yếu đuối, chưa đủ sức, ngần ngại, do dự, vất vả, phải nhờ sự giúp đỡ. Tiền hung hậu kiết chi tượng: trước dữ sau lành.